# Hipermercados Libertad
Libertad es una cadena de hipermercados, de venta minorista, de la República Argentina, con presencia en el Interior del país. Fue fundada en 1993 por empresarios locales, y en 1998 la compró el Grupo Casino francés. En 2015 se convirtió en subsidiaria del Grupo Éxito colombiano, cuyo accionista principal es Casino.

## Sucursales en Argentina
- Córdoba (4 Hipermercados Libertad)
- Ciudad de Buenos Aires (1 Hipermercado Libertad)
- Salta (1 Hipermercado Libertad)
- Posadas (1 Hipermercado Libertad)
- Santiago del Estero (1 Hipermercado Libertad)
- Rosario (1 Hipermercado Libertad)
- San Juan (1 Hipermercado Libertad)
- Rafaela (1 Hipermercado Libertad)
- Godoy Cruz, Mendoza (1 Hipermercado Libertad)
- Resistencia (1 Hipermercado Libertad)
- San Miguel de Tucumán (2 Hipermercados Libertad)
- Salta ( 1 Hipermercado Libertad)

tad, además cuenta con sus subcadenas ubicadas en algunos de sus hipermercados que son: Hipercasa, HiperConstrucción, Apetito, Paseo Libertad y Planet.com

### Paseos
Ocho Hipermercados Libertad, son denominados "Paseos": el Paseo Lugones y el paseo Rivera Indarte en Córdoba, el paseo San Juan, en la ciudad de San Juan, el Paseo Rafaela en Santa Fé, el Paseo Posadas, en Posadas, Misiones, el Paseo Resistencia, en Resistencia Chaco y el Paseo Salta, en la ciudad de Salta; los que cuentan con cines, patios de comidas, sala de juegos, pistas de patinaje, etc.